# Vojvodina Tešin
Vojvodina Tešin (polj. Księstwo Cieszyńskie, njem. Herzogtum Teschen, češ. Těšínské knížectví, lat. Ducatus Tessinensis), autonomna šleska vojvodina s centrom u Tešinu (Cieszynu) u Gornjoj Šleskoj. Nakon feudalne podjele Poljske, podijeljena je 1281. te su od 1290. njome vladali šleski vojvode iz dinastije Pjastovića. Vojvodina Tešin također je bila sastavljena od manjih vojvodina u različitim vremenskim točkama poput Auschwitza koji je podijeljen oko 1315. godine ili Zatora koji je pak razdvojen od Vojvodine Auschwitza 1454. godine.

## Vanjske poveznice
- 1600s Karta njemačkih zemalja s Vojvodinom Tešinom